# 埃里奥·托萨蒂
埃里奥·托萨蒂（英語：Erio Tosatti，1943年11月9日—），男，意大利凝聚态物理学家，意大利国家科学院院士，美国国家科学院外籍院士，中国科学院外籍院士。